# Dacien Olive
Dacien Olive (Clairà, 12 de juliol del 1924 - octubre del 2002) va ser un jugador nord-català de rugbi a 15 que jugà a la USAP, a altres clubs i a l'equip nacional francès en la posició de 3/4 ala. Feia 1,78 m i 77 kg.

## Biografia
Jugà amb la USAP de Perpinyà, amb l'A.S. Montferrand, amb què quedà finalista de la Challenge Yves du Manoir, i fou seleccionat per jugar amb la Selecció francesa dues vegades contra Irlanda, el 27 de gener del 1951 i el 26 de gener del 1952. Ultra la seva carrera esportiva, va treballar al casino de Vichy (i als anys quaranta va formar part de l'equip Baccara, antecessor del RC Vichy, i format essencialment per crupiers del casino) i, posteriorment, fou directiu de les fàbriques Michelin de Clarmont d'Alvèrnia.

## Carrera
- 1943-1945 Unió Esportiva Arlequins de Perpinyà
- 1945 Equip "Baccara" (aficionats)[1]
- 1947-1948 R.C.Vichy
- 1950-1957 A.S.Montferrand
- 1957-1958 R.C.Vichy
- Castres
- U.S.O. Nivernaise, de Sermoise-sur-Loire

### Internacional
- 2 partits amb França en el marc del Torneig de les Cinc Nacions

## Palmarès
- Copa Frantz Reichel (campionat de França per jugadors d'entre 19 a 21 anys) 1943
- Finalista de la Challenge Yves du Manoir 1957